# Tobruch
Tobruch, anche Tobruk e Tobruq (in arabo طبرق‎?, Ṭubruq), è una città portuale libica situata nella parte orientale del paese. È il capoluogo del distretto di al-Butnan. Prima della riforma amministrativa del 1995, era il capoluogo del baladiyya di Tobruch.

## Geografia
Tobruch si trova in una profonda insenatura della Marmarica che ne fa un perfetto porto naturale. È probabilmente il migliore porto naturale nel Nordafrica. A nord della città si trova la penisola che prende il nome della città stessa, verso sud la città è circondata da scarpate che vanno salendo verso l'interno e che costituiscono una naturale barriera fisica tra il nord e il sud della Libia nella zona di Tobruch.
Tobruch ha avuto una notevole espansione dopo la scoperta del petrolio in Libia avvenuta negli anni sessanta. Oggi il porto è sede di un terminale dell'oleodotto che collega il giacimento petrolifero di Sarir.
Attualmente a Tobruch sono attivi una raffineria di petrolio ed un impianto di dissalazione dell'acqua marina.

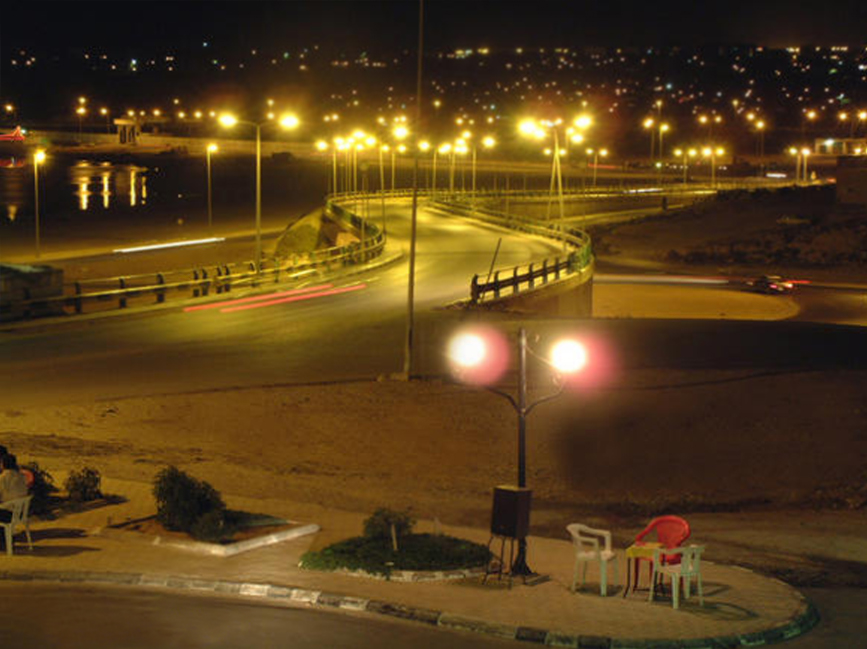
Vista notturna di Tobruch nel 2006.

## Storia

### Antichità
Nel sito dove sorge ora Tobruch, gli antichi Greci fondarono la colonia agricola Antipyrgos (Antipyrgus per gli antichi Romani e in Italia Antipirgo), nome tuttora usato occasionalmente e che significa "davanti a Pyrgos", località situata a Creta di fronte alle coste dell'odierna Tobruch. Ai tempi dell'Impero romano divenne una fortezza romana a guardia della frontiera in Cirenaica.
Con la diffusione del Cristianesimo, Antipyrgus fu sede vescovile a capo della diocesi di Antipirgo. Tra i vescovi insediatisi in città, si ha notizia di tale Aemilianus, che prese parte al secondo Concilio di Costantinopoli nel 553. Dopo aver perso lo status di sede vescovile, Antipirgo è considerata dalla Chiesa cattolica una sede titolare.

### Prima e seconda guerra mondiale

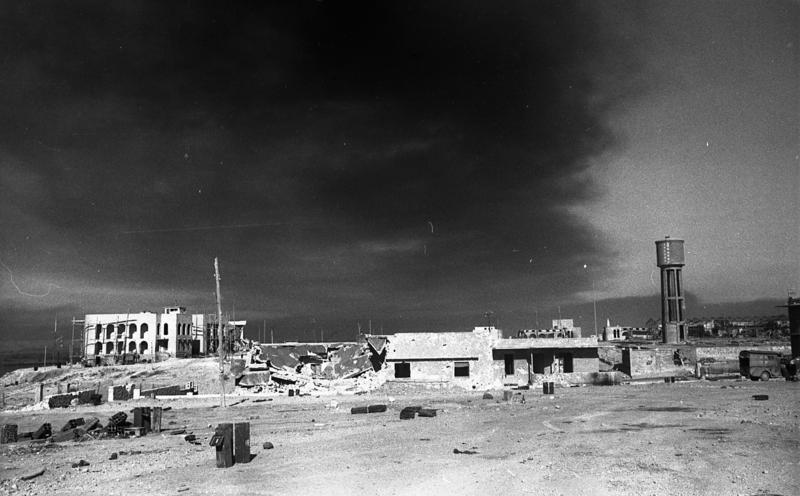
Immagine di Tobruch nella battaglia del giugno 1942.

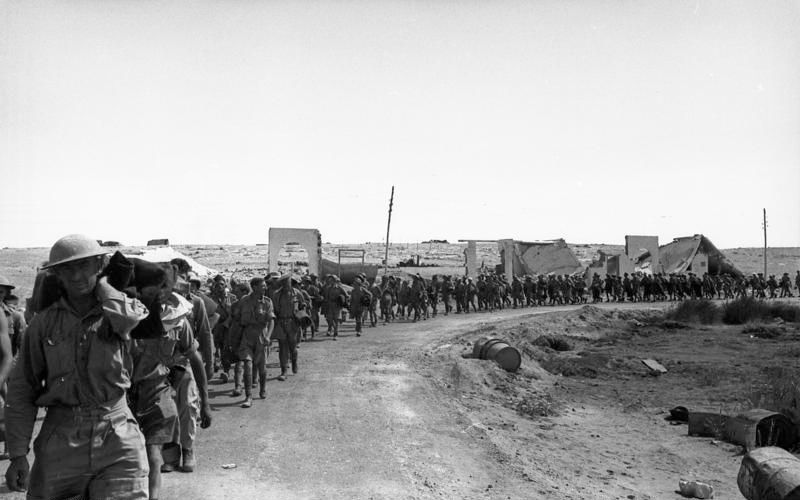
Colonna di prigionieri britannici a Tobruch del giugno 1942.

La Cirenaica, regione di cui Tobruch fa parte, divenne una provincia del Regno d'Italia nel 1912 e nel 1919 fu dichiarata colonia italiana. 
Nell'ambito della campagna di Libia (1913-1921) la 104ª Squadriglia dotata di Farman 14 del Corpo Aeronautico dal maggio 1917 ha una Sezione al campo volo di Tobruk (aeroporto di Tobruk). Nel dicembre 1918 è inquadrata come squadriglia Mista Farman di Bengasi con una sezione a Tobruk rimanendo anche nel dopoguerra per il presidio e la riconquista della colonia. Nel 1934 fu unita alla Tripolitania e al Fezzan per formare la nuova colonia italiana chiamata Libia. 
All'inizio della seconda guerra mondiale, Tobruch fu teatro di importanti battaglie tra il 1940 e il 1942. Fu anche il luogo dove perì Italo Balbo (28 giugno 1940), quando il bombardiere S.M. 79 da lui pilotato fu colpito dal fuoco amico della contraerea; con Italo Balbo morirono il pilota Frailich e Nello Quilici, direttore del Corriere Padano.
Fu conquistata il 21 gennaio 1941 dalle truppe britanniche e australiane e grande importanza ebbe l'assedio di Tobruch da parte delle truppe italiane e tedesche comandate dal generale Erwin Rommel e la conquista della città dopo la battaglia di Ain el-Gazala.
Non lontano da Tobruk nel corso della campagna del Nordafrica il 23 novembre 1941 nel contesto dell'operazione Crusader avvenne quella che è da considerata la più grande carica di mezzi corazzati avvenuta sul teatro di guerra dell'Africa Settentrionale: la battaglia di Sidi Razegh, dal nome del villaggio 30 km a SE di Tobruch.
Dopo il ripiegamento invernale, le forze dell'Asse conquistarono Tobruch il 21 giugno del 1942, recuperando anche rifornimenti e scorte tenute dai precedenti occupanti all'interno della città. In seguito alla seconda battaglia di El Alamein e alla ritirata delle truppe dell'Asse, Tobruch fu definitivamente riconquistata dagli Alleati l'11 novembre 1942.

### Guerre civili del XXI secolo
Durante le sommosse popolari che hanno destabilizzato il Paese nel 2011, la città è stata il primo centro ad essere preso dagli insorti del Consiglio nazionale di transizione. Con lo scoppio della seconda guerra civile in Libia, dopo che la parte occidentale del Paese e la capitale Tripoli caddero in mano di ribelli islamici, tra l'agosto ed il settembre 2014 i membri della Camera dei rappresentanti del Parlamento eletto fuggirono a Tobruch, dove hanno riattivato le funzioni parlamentari a bordo di una nave ancorata nel porto cittadino. I ribelli islamici hanno istituito un nuovo Parlamento a Tripoli con il Nuovo Congresso Nazionale Generale.